# Соледад Есперон
Соледад Есперон (ісп. Soledad Esperón; нар. 8 лютого 1985) — колишня аргентинська тенісистка.
Найвищу одиночну позицію світового рейтингу — 166 місце досягла 23 березня 2009, парну — 139 місце — 2 жовтня 2006 року.
Здобула 10 одиночних та 25 парних титулів туру ITF.
Завершила кар'єру 2016 року.

## Фінали ITF

### Одиночний розряд: 17 (10–7)
| Легенда          |
| ---------------- |
| турніри $100,000 |
| турніри $75,000  |
| турніри $50,000  |
| турніри $25,000  |
| турніри $10,000  |

| Фінали за покриттям |
| ------------------- |
| Тверде (2–3)        |
| Ґрунт (8–4)         |
| Трава (0–0)         |
| Килим (0–0)         |

| Результат | Дата              | Турнір                                  | Покриття | Суперниця             | Рахунок            |
| --------- | ----------------- | --------------------------------------- | -------- | --------------------- | ------------------ |
| Перемога  | 14 липня 2003     | Сьюдад-Гуаяна, Венесуела                | Тверде   | Мікаела Моран         | 6–3, 6–1           |
| Поразка   | 6 жовтня 2003     | Сан-Сальвадор, Сальвадор                | Ґрунт    | Естафанія Грасіун     | 6–7(1–7), 2–6      |
| Перемога  | 13 жовтня 2003    | Санто-Домінго, Домініканська Республіка | Тверде   | Флавія Міґнола        | 6–1, 6–1           |
| Перемога  | 20 червня 2004    | Мон-Трамблан, Канада                    | Ґрунт    | Стефані Дюбуа         | 6–3, 6–4           |
| Поразка   | 9 серпня 2004     | Каракас, Венесуела                      | Тверде   | Марія Хосе Архері     | 4–6, 2–6           |
| Поразка   | 16 серпня 2004    | Гуаякіль, Еквадор                       | Тверде   | Женіфер Віджажа       | 3–6, 2–6           |
| Перемога  | 1 листопада 2004  | Сальта (місто), Аргентина               | Ґрунт    | Андреа Бенітес        | 6–3, 6–3           |
| Перемога  | 2 жовтня 2005     | Пелам (Алабама), США                    | Ґрунт    | Александра Возняк     | 7–5, 6–2           |
| Поразка   | 19 травня 2007    | Кордова (місто, Аргентина), Аргентина   | Ґрунт    | Флоренсія Молінеро    | 0–6, 2–6           |
| Перемога  | 21 травня 2007    | Кордова, Аргентина                      | Ґрунт    | Ваніна Гарсія Сокол   | 6–2, 3–3 ret.      |
| Поразка   | 30 вересня 2007   | Пуерто-Хуарес, Мексика                  | Ґрунт    | Маріана Дуке-Маріньо  | 3–6, 5–7           |
| Перемога  | 5 листопада 2007  | Кордова, Аргентина                      | Ґрунт    | Агустіна Лепоре       | 6–1, 6–4           |
| Перемога  | 26 листопада 2007 | Сантьяго, Чилі                          | Ґрунт    | Вероніка Сп'єхель     | 6–3, 6–0           |
| Перемога  | 7 квітня 2008     | Джексон (Міссісіпі), США                | Ґрунт    | Тетяна Лужанська      | 6–7(3–7), 6–2, 6–1 |
| Перемога  | 20 квітня 2008    | Палм-Біч-Гарденс, США                   | Ґрунт    | Сесил Каратанчева     | 6–4, 6–1           |
| Поразка   | 28 квітня 2008    | Коацакоалькос, Мексика                  | Тверде   | Агустіна Лепоре       | 4–6, 4–6           |
| Поразка   | 13 жовтня 2008    | Мехіко, Мексика                         | Тверде   | Аранча Парра Сантонха | 2–6, 2–6           |

### Парний розряд: 43 (25–18)
| Легенда          |
| ---------------- |
| турніри $100,000 |
| турніри $75,000  |
| турніри $50,000  |
| турніри $25,000  |
| турніри $10,000  |

| Фінали за покриттям |
| ------------------- |
| Тверде (9–10)       |
| Ґрунт (16–8)        |
| Трава (0–0)         |
| Килим (0–0)         |

| Результат | Дата              | Турнір                                  | Покриття | Партнерка            | Суперниці                                           | Рахунок               |
| --------- | ----------------- | --------------------------------------- | -------- | -------------------- | --------------------------------------------------- | --------------------- |
| Поразка   | 25 серпня 2002    | Сантьяго, Чилі                          | Ґрунт    | Ларісса Карвальйо    | Бруна Колозіу Селесте Контін                        | w/o                   |
| Перемога  | 23 червня 2003    | Сьюдад-Вікторія, Мексика                | Тверде   | Флавія Міґнола       | Марія Фернанда Алвеш Карла Тіене                    | 5–7, 7–6(7–3), 7–5    |
| Перемога  | 20 липня 2003     | Пуерто-Ордас, Венесуела                 | Тверде   | Флавія Міґнола       | Вірхінія Донда Бетіна Хосамі                        | 6–4, 6–4              |
| Поразка   | 28 липня 2003     | Манта (Еквадор), Еквадор                | Тверде   | Флавія Міґнола       | Марйорі Франко Олена Цуцкова                        | 6–3, 3–6, 5–7         |
| Перемога  | 6 жовтня 2003     | Сан-Сальвадор, Сальвадор                | Ґрунт    | Флавія Міґнола       | Ліс Крус Марсела Родесно                            | 6–4, 2–6, 6–2         |
| Поразка   | 13 жовтня 2003    | Санто-Домінго, Домініканська Республіка | Тверде   | Флавія Міґнола       | Хулія Гандія Габріела Веласко Андреу                | 3–6, 6–4, 5–7         |
| Поразка   | 19 жовтня 2003    | Валенсія (Венесуела), Венесуела         | Тверде   | Флавія Міґнола       | Зузана Черна Ева Грдінова                           | 3–6, 6–4, 1–6         |
| Перемога  | 3 листопада 2003  | Лос-Мочіс, Мексика                      | Ґрунт    | Флавія Міґнола       | Ана Лусія Мільяріні де Леон Даніела Муньос Галлегос | 6–2, 6–1              |
| Поразка   | 8 лютого 2004     | Алгарве, Португалія                     | Ґрунт    | Флавія Міґнола       | Кільдін Шевальє Фредеріка Пієдаде                   | 6–2, 3–6, 4–6         |
| Перемога  | 22 лютого 2004    | Портіман, Португалія                    | Тверде   | Флавія Міґнола       | Флоранс Аренг Александра Майрат                     | 6–1, 6–1              |
| Перемога  | 30 березня 2004   | Сьюдад Обрегон, Мексика                 | Тверде   | Флавія Міґнола       | Стефані Шаер Такасе Аямі                            | 2–6, 6–4, 6–4         |
| Перемога  | 26 квітня 2004    | Коацакоалькос, Мексика                  | Тверде   | Флавія Міґнола       | Лаура Поус Тіо Лурдес Домінгес Ліно                 | 6–0, 6–1              |
| Перемога  | 7 червня 2004     | Гамільтон (Онтаріо), Канада             | Ґрунт    | Флавія Міґнола       | Кейсі Смеші Анета Сукап                             | 7–6(7–4), 3–6, 6–4    |
| Перемога  | 20 червня 2004    | Мон-Трамблан, Канада                    | Ґрунт    | Флавія Міґнола       | Кейсі Смеші Анета Сукап                             | 6–0, 2–6, 7–6(8–6)    |
| Перемога  | 1 листопада 2004  | Сальта (місто), Аргентина               | Ґрунт    | Хорхеліна Краверо    | Белен Корбалан Лусіана Сарменті                     | 6–2, 6–1              |
| Перемога  | 22 травня 2005    | Казерта, Італія                         | Ґрунт    | Ольга Виметалкова    | Івана Лісяк Надя Павич                              | 7–5, 7–5              |
| Поразка   | 4 жовтня 2005     | Сьюдад-Хуарес, Мексика                  | Ґрунт    | Ольга Виметалкова    | Марія Хосе Архері Летісія Собрал                    | 6–7(1–7), 3–6         |
| Поразка   | 11 жовтня 2005    | Сьюдад-Вікторія, Мексика                | Тверде   | Валентіна Сассі      | Марія Хосе Архері Летісія Собрал                    | 3–6, 4–6              |
| Поразка   | 18 жовтня 2005    | Мехіко                                  | Тверде   | Келлі Лігган         | Марія Хосе Архері Летісія Собрал                    | 6–7(2–7), 6–2, 0–6    |
| Перемога  | 25 жовтня 2005    | Мехіко                                  | Тверде   | Келлі Лігган         | Яміле Форс Герра Янет Нуньєс Мохарена               | 1–6, 6–4, 6–3         |
| Перемога  | 23 квітня 2006    | Дотан (Алабама), США                    | Ґрунт    | Монік Адамчак        | Едіна Галловіц Варвара Лепченко                     | 6–4, 3–6, 4–6         |
| Перемога  | 12 червня 2006    | Горіція, Італія                         | Ґрунт    | Шанелль Схеперс      | Матільде Муньйос Гонсальвес Сільвія Солер Еспіноза  | 6–4, 6–3              |
| Поразка   | 9 липня 2006      | Вальядолід, Іспанія                     | Тверде   | Монік Адамчак        | Вероніка Хвойкова Яна Левченко                      | 1–6, 6–7(11–13)       |
| Поразка   | 23 липня 2006     | Гамільтон (Онтаріо), Канада             | Ґрунт    | Александра Возняк    | Ніколь Кріз Сторі Твіді-Єйтс                        | 4–6, 1–6              |
| Поразка   | 30 липня 2006     | Санта-Крус-де-ла-Сьєрра, Болівія        | Ґрунт    | Карла Тіене          | Жоана Кортез Хорхеліна Краверо                      | 2–6, 6–4, 4–6         |
| Перемога  | 11 травня 2007    | Кордова (місто, Аргентина), Аргентина   | Ґрунт    | Агустіна Лепоре      | Флоренсія Молінеро Лусіана Сарменті                 | 6–1, 6–2              |
| Поразка   | 21 травня 2007    | Кордова, Аргентина                      | Ґрунт    | Агустіна Лепоре      | Андреа Бенітес Марія Ірігоєн                        | 4–6, 6–2, 4–6         |
| Поразка   | 23 липня 2007     | Калгарі, Канада                         | Тверде   | Агустіна Лепоре      | Анна Фіцпатрік Ана Веселинович                      | 4–6, 3–6              |
| Поразка   | 4 серпня 2007     | Ванкувер, Канада                        | Тверде   | Агустіна Лепоре      | Стефані Дюбуа Марі-Ев Пеллетьє                      | 4–6, 4–6              |
| Перемога  | 27 серпня 2007    | Санта-Крус-де-ла-Сьєрра, Болівія        | Ґрунт    | Марія Ірігоєн        | Марія Фернанда Альварес Теран Клаудія Рассето       | 6–2, 6–2              |
| Поразка   | 3 вересня 2007    | Баруері, Бразилія                       | Тверде   | Марія Ірігоєн        | Фабіана К'япаріні Летісія Собрал                    | 7–6(7–4), 4–6, [9–11] |
| Перемога  | 10 вересня 2007   | Санту-Андре (Сан-Паулу), Бразилія       | Тверде   | Марія Ірігоєн        | Ларісса Карвальйо Карла Тіене                       | 4–6, 6–2, [10–7]      |
| Перемога  | 29 вересня 2007   | Сьюдад-Хуарес, Мексика                  | Ґрунт    | Андреа Бенітес       | Марія Ірігоєн Роксане Вайзенберг                    | 6–3, 6–4              |
| Перемога  | 13 жовтня 2007    | Сальтільйо, Мексика                     | Тверде   | Шанелль Схеперс      | Деббріх Фейс Леоні Мекел                            | 6–0, 6–4              |
| Перемога  | 5 листопада 2007  | Кордова, Аргентина                      | Ґрунт    | Андреа Бенітес       | Агустіна Лепоре Вероніка Сп'єхель                   | 6–3, 6–3              |
| Перемога  | 12 листопада 2007 | Буенос-Айрес, Аргентина                 | Ґрунт    | Андреа Бенітес       | Агустіна Лепоре Вероніка Сп'єхель                   | 7–5, 7–6(7–3)         |
| Перемога  | 19 листопада 2007 | Буенос-Айрес, Аргентина                 | Ґрунт    | Андреа Бенітес       | Агустіна Лепоре Вероніка Сп'єхель                   | 6–2, 0–6, [10–3]      |
| Перемога  | 26 листопада 2007 | Сантьяго, Чилі                          | Ґрунт    | Андреа Коч Бенвенуто | Саломе Льягуно Вероніка Сп'єхель                    | 6–3, 2–6, [10–8]      |
| Перемога  | 13 січня 2008     | Сент-Ліо (Флорида), США                 | Тверде   | Фредеріка Пієдаде    | Корінна Дентоні Анастасія Пивоварова                | 6–2, 6–7(2–7), [10–7] |
| Перемога  | 7 квітня 2008     | Джексон (Міссісіпі), США                | Ґрунт    | Марія Ірігоєн        | Крістіна Фусано Міхаела Паштікова                   | 1–6, 6–3, [10–6]      |
| Поразка   | 4 жовтня 2008     | Сьюдад-Хуарес, Мексика                  | Ґрунт    | Флоренсія Молінеро   | Хорхеліна Краверо Бетіна Хосамі                     | 0–6, 6–7              |
| Поразка   | 11 жовтня 2008    | Сан-Луїс-Потосі (штат), Мексика         | Ґрунт    | Флоренсія Молінеро   | Марія Фернанда Алвеш Фредеріка Пієдаде              | 7–5, 1–6, [8–10]      |
| Поразка   | 21 березня 2009   | Ірапуато, Мексика                       | Тверде   | Шанелль Схеперс      | Хорхеліна Краверо Вероніка Сп'єхель                 | 1–6, 0–6              |